# A Persona 3 zenéje
A Persona 3 videójáték zenéjét  Meguro Sódzsi komponálta Joszuke Uda közreműködésével. A Persona 3 Original Soundtrack-et 2006. július 19-én adta ki az Aniplex két lemezen. Észak-Amerikában a játékhoz csomagoltak egy 18 számot tartalmazó válogatásalbumot is. A Burn My Dread -Reincarnation: Persona 3- című átdolgozásalbum 2007. április 18-án jelent meg egy lemezen az Aniplex kiadásában. A Persona 3 FES videójáték zenéjét Meguro Sódzsi, Csucsija Kenicsi és Taszaki Taszaki Tosiko szerezte. Ez 2007. május 2-án jelent meg egy lemezen az Aniplex jóvoltából. A Persona 3 Portable videójáték zenéjét Meguro és Kozuka Rjota szerezte. Ezt 2009. november 25-én adta ki az Aniplex egy lemezen.
A Persona 3 főcímzenéjét, a Burn My Dread című számot Kavamura Jumi, a Persona 3 FES főcímzenéjét Kavamura Jumi és Lotus Juice énekli, míg a Persona 3 Portable főcímzenéjét, a Soul Phrase című számot Kita Súhei énekli.
A játék zenéjét két koncerten is előadták. Az elsőt Akaszakában tartották 2008. augusztus 22-én. Ennek a koncertnek a felvételeit 2009. szeptember 16-án adta ki az Aniplex egy DVD lemezen. A második koncertet Sindzsukuban, a Wel City Hotelben tartották 2009. szeptember 19-én. Ezt 2010. június 26-án adta ki az Aniplex egy DVD lemezen.
A játék zenéjét összességben jó fogadtatásban részesítették; a kritikusok szerint élvezetes, ám az albumok többsége elmarad Meguro többi munkájától.

## Háttere
A Persona 3 az első olyan Persona játék aminek a zenéjének többségét Sodzsi Meguro komponálta. Meguro korábban már a Revelations: Persona és a Persona 2: Eternal Punishment zenéjén is dolgozott, majd a Persona 3 után a Shin Megami Tensei: Persona és a Persona 4 zenéjénél is közreműködött. Kenicsi Cucsija korábban a Revelations: Persona, és mindkét Persona 2 játék zenéjén is dolgozott. Tosiko Taszaki korábban mindkét Persona 2 játék zenéjénél is közreműködött. A három játék és az egy átdolgozásalbum 97 dalából Meguro 93-at, Csucsija Kenicsi 2-t, míg Taszaki Tosiko és Uda Joszuke egyet-egyet szerzett.
Meguro bevallása szerint a Persona 3 fejlesztése alatt nyílt először alkalma arra, hogy teljesen meg tudja valósítani a zenéjét egy videójátékban. Korábban a PlayStation korlátai miatt a zenéit 100–200 kilobyte-os mintákból kellett összeállítania, ami szerinte a zenéjét „nagyon szegényessé” tette. A PlayStation 2-n a zenéit valós időben streamelhette. Meguro úgy ítélte meg, hogy „ez az a pont, ahol végre bármi kompromisszum nélkül ki tudtam fejezni a zenémet”.

## Albumok

### Persona 3 Original Soundtrack
A Persona 3 Original Soundtrack (「ペルソナ3」オリジナル・サウンドトラック; Hepburn: Perusona 3 Orijinaru Saundotorakku) a Persona 3 videójáték összes zeneszámát tartalmazó album amit Meguro Sódzsi és Uda Joszuke komponált. A Burn My Dread, a Want To Be Close, a When The Moon Reaches For The Stars, a Mass Destruction, a Deep Breath, a Burn My Dread -Last Battle- és a Kimi no Kioku című számokat Kavamura Jumi énekli. A Szubete no Hito no Tamasii no Uta, a Changing Seasons és a Szubete no Hito no Tamasii no Tatakai című dalokat Komija Tomoko énekli. A Mass Destruction, a Deep Breath és a Burn My Dread -Last Battle- című számokon Lotus Juice is rappel. A Kimi no Kioku című dalt Kita Súhei is feldolgozta és a Breakin' through című kislemezén jelent meg. Az album 58 zeneszámot tartalmaz, aminek teljes hossza 1:31:47. Az Aniplex adta ki Japánban 2006. július 19-én SVWC-7380-as és SVWC-7381-es katalógus számmal.
2007. augusztus 14-én a Persona 3 észak-amerikai első kiadásához csomagoltak egy válogatásalbumot amin 18 zeneszám hallható a Persona 3 Original Soundtrack-ről. Ezen lemez hossza 55:44.
Az album borítóját a játék művészi rendezője, Szoedzsima Sigenori rajzolta és „három fontos játékelemet tartalmaz: az iskolát, a Personát és a barátságot”.
| Persona 3 Original Soundtrack (Japán) 1. lemez | Persona 3 Original Soundtrack (Japán) 1. lemez       | Persona 3 Original Soundtrack (Japán) 1. lemez | Persona 3 Original Soundtrack (Japán) 1. lemez | Persona 3 Original Soundtrack (Japán) 1. lemez | Persona 3 Original Soundtrack (Japán) 1. lemez | Persona 3 Original Soundtrack (Japán) 1. lemez | Persona 3 Original Soundtrack (Japán) 1. lemez | Persona 3 Original Soundtrack (Japán) 1. lemez | Persona 3 Original Soundtrack (Japán) 1. lemez |
|                                                | Cím                                                  | Hossz                                          |                                                |                                                |                                                |                                                |                                                |                                                |                                                |
| ---------------------------------------------- | ---------------------------------------------------- | ---------------------------------------------- | ---------------------------------------------- | ---------------------------------------------- | ---------------------------------------------- | ---------------------------------------------- | ---------------------------------------------- | ---------------------------------------------- | ---------------------------------------------- |
| 1.                                             | Burn My Dread                                        | 1:37                                           |                                                |                                                |                                                |                                                |                                                |                                                |                                                |
| 2.                                             | 全ての人の魂の詩 (Szubete no Hito no Tamasii no Uta) | 5:41                                           |                                                |                                                |                                                |                                                |                                                |                                                |                                                |
| 3.                                             | はじまり (Hadzsimari)                                | 0:20                                           |                                                |                                                |                                                |                                                |                                                |                                                |                                                |
| 4.                                             | この不思議な感覚 (Kono Fusigi na Kankaku)            | 2:22                                           |                                                |                                                |                                                |                                                |                                                |                                                |                                                |
| 5.                                             | Want To Be Close                                     | 2:33                                           |                                                |                                                |                                                |                                                |                                                |                                                |                                                |
| 6.                                             | Troubled                                             | 2:43                                           |                                                |                                                |                                                |                                                |                                                |                                                |                                                |
| 7.                                             | Crisis                                               | 1:18                                           |                                                |                                                |                                                |                                                |                                                |                                                |                                                |
| 8.                                             | シャドウ (Sadou)                                     | 2:44                                           |                                                |                                                |                                                |                                                |                                                |                                                |                                                |
| 9.                                             | ペルソナ発動 (Peruszona Hacudó)                      | 0:44                                           |                                                |                                                |                                                |                                                |                                                |                                                |                                                |
| 10.                                            | 避けられぬ戦い (Szakerarenu Tatakai)                 | 2:53                                           |                                                |                                                |                                                |                                                |                                                |                                                |                                                |
| 11.                                            | やすらぎ (Jaszuragi)                                 | 1:32                                           |                                                |                                                |                                                |                                                |                                                |                                                |                                                |
| 12.                                            | When The Moon Reaches For The Stars                  | 2:36                                           |                                                |                                                |                                                |                                                |                                                |                                                |                                                |
| 13.                                            | 巌戸台分寮 (Ivatodai Bunrjo)                         | 2:31                                           |                                                |                                                |                                                |                                                |                                                |                                                |                                                |
| 14.                                            | The Voice Someone Calls                              | 1:07                                           |                                                |                                                |                                                |                                                |                                                |                                                |                                                |
| 15.                                            | tartarus_0d01                                        | 1:34                                           |                                                |                                                |                                                |                                                |                                                |                                                |                                                |
| 16.                                            | Mass Destruction                                     | 3:29                                           |                                                |                                                |                                                |                                                |                                                |                                                |                                                |
| 17.                                            | 戦いのあと (Tatakai no Ato)                          | 0:57                                           |                                                |                                                |                                                |                                                |                                                |                                                |                                                |
| 18.                                            | p2ct004_01                                           | 0:59                                           |                                                |                                                |                                                |                                                |                                                |                                                |                                                |
| 19.                                            | Deep Breath                                          | 2:21                                           |                                                |                                                |                                                |                                                |                                                |                                                |                                                |
| 20.                                            | Master of Shadow                                     | 2:35                                           |                                                |                                                |                                                |                                                |                                                |                                                |                                                |
| 21.                                            | ポロニアンモール (Boronian Moll)                     | 1:38                                           |                                                |                                                |                                                |                                                |                                                |                                                |                                                |
| 22.                                            | tartarus_0d02                                        | 1:10                                           |                                                |                                                |                                                |                                                |                                                |                                                |                                                |
| 23.                                            | 嫌な予感 (Ija na Jokan)                              | 1:04                                           |                                                |                                                |                                                |                                                |                                                |                                                |                                                |
| 24.                                            | Fearful Experience                                   | 1:52                                           |                                                |                                                |                                                |                                                |                                                |                                                |                                                |
| 25.                                            | Calamity                                             | 1:32                                           |                                                |                                                |                                                |                                                |                                                |                                                |                                                |
| 26.                                            | 試験中… (Sikencsu…)                                  | 2:50                                           |                                                |                                                |                                                |                                                |                                                |                                                |                                                |
| 27.                                            | Adventured act:                                      | 1:23                                           |                                                |                                                |                                                |                                                |                                                |                                                |                                                |
| 28.                                            | Joy                                                  | 2:50                                           |                                                |                                                |                                                |                                                |                                                |                                                |                                                |
| 29.                                            | tartarus_0d03                                        | 2:24                                           |                                                |                                                |                                                |                                                |                                                |                                                |                                                |
| 30.                                            | 深層心理 (Sinszo Sinri)                              | 2:53                                           |                                                |                                                |                                                |                                                |                                                |                                                |                                                |
| 31.                                            | The Path is Open                                     | 1:40                                           |                                                |                                                |                                                |                                                |                                                |                                                |                                                |
| 32.                                            | The Path Was Closed                                  | 0:30                                           |                                                |                                                |                                                |                                                |                                                |                                                |                                                |
| 63:26                                          |                                                      |                                                |                                                |                                                |                                                |                                                |                                                |                                                |                                                |

| Persona 3 Original Soundtrack (Japán) 2. lemez | Persona 3 Original Soundtrack (Japán) 2. lemez                                                        | Persona 3 Original Soundtrack (Japán) 2. lemez | Persona 3 Original Soundtrack (Japán) 2. lemez | Persona 3 Original Soundtrack (Japán) 2. lemez | Persona 3 Original Soundtrack (Japán) 2. lemez | Persona 3 Original Soundtrack (Japán) 2. lemez | Persona 3 Original Soundtrack (Japán) 2. lemez | Persona 3 Original Soundtrack (Japán) 2. lemez | Persona 3 Original Soundtrack (Japán) 2. lemez |
|                                                | Cím                                                                                                   | Hossz                                          |                                                |                                                |                                                |                                                |                                                |                                                |                                                |
| ---------------------------------------------- | --- | ---------------------------------------------- | ---------------------------------------------- | ---------------------------------------------- | ---------------------------------------------- | ---------------------------------------------- | ---------------------------------------------- | ---------------------------------------------- | ---------------------------------------------- |
| 1.                                             | Changing Seasons                                                                                      | 2:59                                           |                                                |                                                |                                                |                                                |                                                |                                                |                                                |
| 2.                                             | Basement                                                                                              | 3:04                                           |                                                |                                                |                                                |                                                |                                                |                                                |                                                |
| 3.                                             | Master of Tartarus                                                                                    | 3:31                                           |                                                |                                                |                                                |                                                |                                                |                                                |                                                |
| 4.                                             | これでいいんだ… (Korede Iinda…)                                                                       | 1:25                                           |                                                |                                                |                                                |                                                |                                                |                                                |                                                |
| 5.                                             | Living With Determination                                                                             | 3:05                                           |                                                |                                                |                                                |                                                |                                                |                                                |                                                |
| 6.                                             | tartarus_0d04                                                                                         | 3:34                                           |                                                |                                                |                                                |                                                |                                                |                                                |                                                |
| 7.                                             | 京都 (Kyoto)                                                                                          | 1:06                                           |                                                |                                                |                                                |                                                |                                                |                                                |                                                |
| 8.                                             | Afternoon Break                                                                                       | 2:22                                           |                                                |                                                |                                                |                                                |                                                |                                                |                                                |
| 9.                                             | 時価ネットたなか (Dzsika Net Tanaka)                                                                  | 1:14                                           |                                                |                                                |                                                |                                                |                                                |                                                |                                                |
| 10.                                            | tartarus_0d05                                                                                         | 3:35                                           |                                                |                                                |                                                |                                                |                                                |                                                |                                                |
| 11.                                            | 10年前の記憶 (10 Nen Mae no Kioku)                                                                    | 1:12                                           |                                                |                                                |                                                |                                                |                                                |                                                |                                                |
| 12.                                            | Mistic                                                                                                | 3:15                                           |                                                |                                                |                                                |                                                |                                                |                                                |                                                |
| 13.                                            | 心の力 (Kokoro no Csikara)                                                                            | 2:03                                           |                                                |                                                |                                                |                                                |                                                |                                                |                                                |
| 14.                                            | 街の記憶 (Macsi no Kioku)                                                                             | 2:42                                           |                                                |                                                |                                                |                                                |                                                |                                                |                                                |
| 15.                                            | 学園の記憶 (Gakuen no Kioku)                                                                          | 1:55                                           |                                                |                                                |                                                |                                                |                                                |                                                |                                                |
| 16.                                            | Living With Determination -厳戸台分寮アレンジ- (Living With Determination -Ivatodai Bunrjo Arendzsi-) | 2:32                                           |                                                |                                                |                                                |                                                |                                                |                                                |                                                |
| 17.                                            | tartarus_0d06                                                                                         | 3:44                                           |                                                |                                                |                                                |                                                |                                                |                                                |                                                |
| 18.                                            | 暗闇より出でしもの (Kurajami Jori idesi Mono)                                                         | 1:35                                           |                                                |                                                |                                                |                                                |                                                |                                                |                                                |
| 19.                                            | 全ての人の魂の戦い (Szubete no Hito no Tamasii no Tatakai)                                            | 5:34                                           |                                                |                                                |                                                |                                                |                                                |                                                |                                                |
| 20.                                            | Nyx                                                                                                   | 1:41                                           |                                                |                                                |                                                |                                                |                                                |                                                |                                                |
| 21.                                            | 決意 (Kecui)                                                                                          | 1:44                                           |                                                |                                                |                                                |                                                |                                                |                                                |                                                |
| 22.                                            | Burn My Dread -Last Battle-                                                                           | 3:48                                           |                                                |                                                |                                                |                                                |                                                |                                                |                                                |
| 23.                                            | 絆 (Kizuna)                                                                                           | 1:10                                           |                                                |                                                |                                                |                                                |                                                |                                                |                                                |
| 24.                                            | 私が守るから (Vatashi ga Mamorukara)                                                                  | 0:27                                           |                                                |                                                |                                                |                                                |                                                |                                                |                                                |
| 25.                                            | キミの記憶 (Kimi no Kioku)                                                                            | 6:09                                           |                                                |                                                |                                                |                                                |                                                |                                                |                                                |
| 26.                                            | Blues in the Velvet Room                                                                              | 3:15                                           |                                                |                                                |                                                |                                                |                                                |                                                |                                                |
| 68:41                                          | |                                                |                                                |                                                |                                                |                                                |                                                |                                                |                                                |

| 1.  | Burn My Dread                       | 1:37 |
| 2.  | Aria of the Soul                    | 5:41 |
| 3.  | Want to be Close                    | 2:35 |
| 4.  | Shadow                              | 2:44 |
| 5.  | Unavoidable Battle                  | 2:55 |
| 6.  | When the Moon Reaches for the Stars | 2:36 |
| 7.  | Iwatodai Dorm                       | 2:32 |
| 8.  | Mass Destruction                    | 3:30 |
| 9.  | Deep Breath                         | 2:23 |
| 10. | Master of Shadow                    | 2:36 |
| 11. | Changing Seasons                    | 3:00 |
| 12. | Basement                            | 3:05 |
| 13. | Living with Determination           | 3:08 |
| 14. | Memories of the City                | 2:47 |
| 15. | Battle Hymn of the Soul             | 5:34 |
| 16. | Burn My Dread -Last Battle-         | 3:50 |
| 17. | Enduring Bonds                      | 1:12 |
| 18. | Kimi no Kioku                       | 6:04 |

### Burn My Dread -Reincarnation: Persona 3-
A Burn My Dread -Reincarnation: Persona 3- (バーン・マイ・ドレッド – 「ペルソナ3」 輪廻転生-; Hepburn: Bān Mai Doreddo – Perusona 3 Rinnetensei-) egy válogatásalbum amin 12 a Persona 3 játékban hallható zeneszám átdolgozott változata hallható. A zenéket Meguro Sódzsi és Nakajama Hirojuki dolgozta át. Kavamura Jumi, Komija Tomoko és Lotus Juice énekli a dalokat. Az Aria of the Soul című számon Nakajama Hirojuki zongorázik. Az album 12 zeneszámot tartalmaz, aminek teljes hossza 61:30. Az Aniplex adta ki 2007. április 18-án SVWC-7460-as katalógus számmal.
| Burn My Dread -Reincarnation: Persona 3 | Burn My Dread -Reincarnation: Persona 3                             | Burn My Dread -Reincarnation: Persona 3 | Burn My Dread -Reincarnation: Persona 3 | Burn My Dread -Reincarnation: Persona 3 | Burn My Dread -Reincarnation: Persona 3 | Burn My Dread -Reincarnation: Persona 3 | Burn My Dread -Reincarnation: Persona 3 | Burn My Dread -Reincarnation: Persona 3 | Burn My Dread -Reincarnation: Persona 3 |
|                                         | Cím                                                                 | Hossz                                   |                                         |                                         |                                         |                                         |                                         |                                         |                                         |
| --------------------------------------- | ------------------------------------------------------------------- | --------------------------------------- | --------------------------------------- | --------------------------------------- | --------------------------------------- | --------------------------------------- | --------------------------------------- | --------------------------------------- | --------------------------------------- |
| 1.                                      | Burn My Dread                                                       | 4:28                                    |                                         |                                         |                                         |                                         |                                         |                                         |                                         |
| 2.                                      | Changing Seasons                                                    | 5:41                                    |                                         |                                         |                                         |                                         |                                         |                                         |                                         |
| 3.                                      | Want To Be Close                                                    | 4:51                                    |                                         |                                         |                                         |                                         |                                         |                                         |                                         |
| 4.                                      | When The Moon Reaches For The Stars                                 | 4:50                                    |                                         |                                         |                                         |                                         |                                         |                                         |                                         |
| 5.                                      | 避けられぬ戦い (Szakerarenu Tatakai)                                | 4:31                                    |                                         |                                         |                                         |                                         |                                         |                                         |                                         |
| 6.                                      | 全ての人の魂の詩 (Szubete no Hito no Tamasii no Uta)                | 6:17                                    |                                         |                                         |                                         |                                         |                                         |                                         |                                         |
| 7.                                      | Burn My Dread -Last Battle-                                         | 5:09                                    |                                         |                                         |                                         |                                         |                                         |                                         |                                         |
| 8.                                      | Deep Breath                                                         | 5:22                                    |                                         |                                         |                                         |                                         |                                         |                                         |                                         |
| 9.                                      | 全ての人の魂の戦い (Szubete no Hito no Tamasii no Tatakai)          | 5:33                                    |                                         |                                         |                                         |                                         |                                         |                                         |                                         |
| 10.                                     | Living With Determination                                           | 3:56                                    |                                         |                                         |                                         |                                         |                                         |                                         |                                         |
| 11.                                     | Mass Destruction                                                    | 5:02                                    |                                         |                                         |                                         |                                         |                                         |                                         |                                         |
| 12.                                     | キミの記憶～オーケストラver．～ (Kimi no Kioku ~ Ókeszutora ver .~) | 5:40                                    |                                         |                                         |                                         |                                         |                                         |                                         |                                         |
| 61:30                                   |                                                                     |                                         |                                         |                                         |                                         |                                         |                                         |                                         |                                         |

### Persona 3 Fes Original Soundtrack
A Persona 3 Fes Original Soundtrack (「ペルソナ3フェス」オリジナル・サウンドトラック; Hepburn: Perusona 3 Fesu Orijinaru Saundotorakku) a Persona 3 FES videójáték új zeneszámait tartalmazó album amit Meguro Sódzsi, Csucsija Kenicsi és Taszaki Tosiko komponált. A P3 fes, a Mass Destruction -P3 fes version- és a Brand New Days című számokat Kavamura Jumi énekli. A P3 fes és a Mass Destruction -P3 fes version- című számokon Lotus Juice is rappel. Az album 17 zeneszámot tartalmaz, aminek teljes hossza 57:04. Az Aniplex adta ki Japánban 2007. május 2-án SVWC-7464-es katalógus számmal.
| Persona 3 Fes Original Soundtrack | Persona 3 Fes Original Soundtrack                       | Persona 3 Fes Original Soundtrack | Persona 3 Fes Original Soundtrack | Persona 3 Fes Original Soundtrack | Persona 3 Fes Original Soundtrack | Persona 3 Fes Original Soundtrack | Persona 3 Fes Original Soundtrack | Persona 3 Fes Original Soundtrack | Persona 3 Fes Original Soundtrack |
|                                   | Cím                                                     | Hossz                             |                                   |                                   |                                   |                                   |                                   |                                   |                                   |
| --------------------------------- | ------------------------------------------------------- | --------------------------------- | --------------------------------- | --------------------------------- | --------------------------------- | --------------------------------- | --------------------------------- | --------------------------------- | --------------------------------- |
| 1.                                | P3 fes                                                  | 1:29                              |                                   |                                   |                                   |                                   |                                   |                                   |                                   |
| 2.                                | Brand New days -はじまり- (Brand New days -Hadzsimari-) | 1:45                              |                                   |                                   |                                   |                                   |                                   |                                   |                                   |
| 3.                                | Opening Act                                             | 1:03                              |                                   |                                   |                                   |                                   |                                   |                                   |                                   |
| 4.                                | 3/31                                                    | 2:35                              |                                   |                                   |                                   |                                   |                                   |                                   |                                   |
| 5.                                | Blind Alley                                             | 2:43                              |                                   |                                   |                                   |                                   |                                   |                                   |                                   |
| 6.                                | 時の狭間 (Toki no Hazama)                               | 10:35                             |                                   |                                   |                                   |                                   |                                   |                                   |                                   |
| 7.                                | Mass Destruction -P3 fes version-                       | 3:14                              |                                   |                                   |                                   |                                   |                                   |                                   |                                   |
| 8.                                | 雪の女王 (Juki no Dzsóo)                                | 4:00                              |                                   |                                   |                                   |                                   |                                   |                                   |                                   |
| 9.                                | 舞耶・テーマ (Maija Teema)                              | 2:53                              |                                   |                                   |                                   |                                   |                                   |                                   |                                   |
| 10.                               | 扉の間 (Tobira no Ma)                                   | 2:12                              |                                   |                                   |                                   |                                   |                                   |                                   |                                   |
| 11.                               | それぞれの過去 (Szorezore no Kako)                      | 2:22                              |                                   |                                   |                                   |                                   |                                   |                                   |                                   |
| 12.                               | Heartful Cry                                            | 4:01                              |                                   |                                   |                                   |                                   |                                   |                                   |                                   |
| 13.                               | ペルソナ (Peruszona)                                    | 3:39                              |                                   |                                   |                                   |                                   |                                   |                                   |                                   |
| 14.                               | 時間城 (Dzsikan Siro)                                   | 3:28                              |                                   |                                   |                                   |                                   |                                   |                                   |                                   |
| 15.                               | 封印 (Fúin)                                             | 2:00                              |                                   |                                   |                                   |                                   |                                   |                                   |                                   |
| 16.                               | 闇 (Jami)                                               | 3:15                              |                                   |                                   |                                   |                                   |                                   |                                   |                                   |
| 17.                               | Brand New Days                                          | 5:50                              |                                   |                                   |                                   |                                   |                                   |                                   |                                   |
| 57:04                             |                                                         |                                   |                                   |                                   |                                   |                                   |                                   |                                   |                                   |

### Persona 3 Portable Original Soundtrack
A Persona 3 Portable Original Soundtrack (ペルソナ3ポータブル オリジナル・サウンドトラック; Hepburn: Perusona 3 Pōtaburu Orijinaru Saundotorakku) a Persona 3 Portable videójáték új zeneszámait tartalmazó album amit Meguro Sódzsi komponált. A Soul Phrase című számot Kita Súhei, a A Way of Life és a Time című számokat pedig Majumi Fudzsita énekli. A Wiping All Out című számon Lotus Juice rappel. Az album 10 zeneszámot tartalmaz, aminek teljes hossza 25:39. Az Aniplex adta ki Japánban 2009. november 25-én SVWC-7662-es katalógus számmal.
| Persona 3 Portable Original Soundtrack | Persona 3 Portable Original Soundtrack    | Persona 3 Portable Original Soundtrack | Persona 3 Portable Original Soundtrack | Persona 3 Portable Original Soundtrack | Persona 3 Portable Original Soundtrack | Persona 3 Portable Original Soundtrack | Persona 3 Portable Original Soundtrack | Persona 3 Portable Original Soundtrack | Persona 3 Portable Original Soundtrack |
|                                        | Cím                                       | Hossz                                  |                                        |                                        |                                        |                                        |                                        |                                        |                                        |
| -------------------------------------- | ----------------------------------------- | -------------------------------------- | -------------------------------------- | -------------------------------------- | -------------------------------------- | -------------------------------------- | -------------------------------------- | -------------------------------------- | -------------------------------------- |
| 1.                                     | Soul Phrase                               | 1:34                                   |                                        |                                        |                                        |                                        |                                        |                                        |                                        |
| 2.                                     | A Way of Life                             | 2:20                                   |                                        |                                        |                                        |                                        |                                        |                                        |                                        |
| 3.                                     | 放課後 (Houkago)                          | 2:18                                   |                                        |                                        |                                        |                                        |                                        |                                        |                                        |
| 4.                                     | Time                                      | 2:48                                   |                                        |                                        |                                        |                                        |                                        |                                        |                                        |
| 5.                                     | Wiping All Out                            | 2:39                                   |                                        |                                        |                                        |                                        |                                        |                                        |                                        |
| 6.                                     | Sun                                       | 2:14                                   |                                        |                                        |                                        |                                        |                                        |                                        |                                        |
| 7.                                     | やさしい気持ち (Jasahí Ikmocsi)           | 2:08                                   |                                        |                                        |                                        |                                        |                                        |                                        |                                        |
| 8.                                     | Danger Zone                               | 2:51                                   |                                        |                                        |                                        |                                        |                                        |                                        |                                        |
| 9.                                     | Soul Phase -long ver.-                    | 2:58                                   |                                        |                                        |                                        |                                        |                                        |                                        |                                        |
| 10.                                    | A Way of Life -Deep inside my mind Remix- | 3:49                                   |                                        |                                        |                                        |                                        |                                        |                                        |                                        |
| 25:39                                  |                                           |                                        |                                        |                                        |                                        |                                        |                                        |                                        |                                        |

### Persona Compilation CD I és II
A Persona Compilation CD I (ペルソナコンピレーションＣＤ Ｉ; Hepburn: Perusona Konpireeshon CD I) és a Persona Compilation CD II (ペルソナコンピレーションＣＤ ＩＩ; Hepburn: Perusona Konpireeshon CD II) a Persona 3, a Persona 3 FES, a Persona 4 és a Persona 3 Portable zeneszámait tartalmazó válogatásalbumok. Az első a Persona 3 és a Persona 3: FES, míg a második a Persona 4 és a Persona 3 Portable zeneszámait tartalmazza. Az első albumon 24, míg a másodikon 25 dal található. Az Atlus adta ki Japánban 2010. július 28-án ATLUS-0001-es és ATLUS-0002-es katalógus számmal. A két albumot egy csomagban is kiadta az Atlus korlátozott példányszámban Persona Compilation CD-BOX (ペルソナコンピレーションCD-BOX; Hepburn: Perusona Konpireeshon CD-BOX) címen ATLUS-1001-es katalógus számmal. Mindhárom album borítóját Szoedzsima Sigenori rajzolta.
| 1.  | Burn My Dread                                              | 1:37 |
| 2.  | 全ての人の魂の詩 (Szubete no Hito no Tamasii no Uta)       | 5:41 |
| 3.  | Want To Be Close                                           | 2:33 |
| 4.  | 避けられぬ戦い (Szakerarenu Tatakai)                       | 2:53 |
| 5.  | When The Moon Reaches For The Stars                        | 2:36 |
| 6.  | Mass Destruction                                           | 3:29 |
| 7.  | Deep Breath                                                | 2:21 |
| 8.  | Master of Shadow                                           | 2:35 |
| 9.  | Calamity                                                   | 1:32 |
| 10. | Joy                                                        | 2:50 |
| 11. | Changing Seasons                                           | 2:59 |
| 12. | Master of Tartarus                                         | 3:31 |
| 13. | Living With Determination                                  | 3:05 |
| 14. | 時価ネットたなか (Dzsika Net Tanaka)                       | 1:14 |
| 15. | Mistic                                                     | 3:15 |
| 16. | 全ての人の魂の戦い (Szubete no Hito no Tamasii no Tatakai) | 5:34 |
| 17. | Burn My Dread -Last Battle-                                | 3:48 |
| 18. | キミの記憶 (Kimi no Kioku)                                 | 6:09 |
| 19. | P3 fes                                                     | 1:29 |
| 20. | Brand New days -はじまり- (Brand New days -Hadzsimari-)    | 1:45 |
| 21. | Heartful Cry                                               | 4:01 |
| 22. | 闇 (Jami)                                                  | 3:15 |
| 23. | Brand New Days                                             | 5:50 |
| 24. | Heartful Cry -special ver.-                                |      |

| 1.  | Pursuing My True Self                 | 1:26 |
| 2.  | 記憶の片隅 (Kioku no Kataszumi)       | 1:11 |
| 3.  | Signs of Love                         | 3:01 |
| 4.  | Your Affection                        | 2:52 |
| 5.  | Like a Dream Come True                | 2:37 |
| 6.  | Reach Out To The Truth -First Battle- | 2:57 |
| 7.  | SMILE                                 | 3:23 |
| 8.  | Backside of the TV                    | 2:54 |
| 9.  | 推理 (Szuiri)                         | 3:22 |
| 10. | 狂気の境界線 (Kjóki no Kjókaiszen)    | 2:19 |
| 11. | I'll Face Myself -Battle-             | 3:00 |
| 12. | I'll Face Myself                      | 2:51 |
| 13. | 人の夫 (Hito-no otto)                 | 1:40 |
| 14. | Heartbeat, Heartbreak                 | 2:15 |
| 15. | 霧 (Kiri)                             | 3:56 |
| 16. | ジュネスのテーマ (Dzsuneszu no Téma)  | 1:39 |
| 17. | Heaven                                | 3:00 |
| 18. | The Almighty                          | 4:39 |
| 19. | Never More                            | 6:40 |
| 20. | Soul Phrase                           | 1:34 |
| 21. | A Way of Life                         | 2:22 |
| 22. | Time                                  | 2:48 |
| 23. | Wiping All Out                        | 2:39 |
| 24. | Danger Zone                           | 2:51 |
| 25. | I’ll Face Myself -special ver.-       |      |

### Persona 3 Portable Voice Mix Arrange
A Persona 3 Portable Voice Mix Arrange egy átdolgozás album, amely a Persona 3 és a Persona 3 Portable 15 zeneszáma hallható Hoszoe Sindzsi és Szano Nobujosi átdolgozásában. A TEAM Entertainment adta ki 2010. december 15-én KDSD-00396 katalógus számmal.
| 1.  | Soul Phrase                                              |  |
| 2.  | 全ての人の魂の詩 (Szubete no Hito no Tamasii no Tatakai) |  |
| 3.  | Time/Want To Be Close/Sun/Changing Seasons               |  |
| 4.  | シャドウ (Shadou)                                        |  |
| 5.  | A Way of Life/When The Moon's Reaching Out Stars         |  |
| 6.  | Wiping All Out/Mass Destruction                          |  |
| 7.  | Danger Zone/Master of Tartarus                           |  |
| 8.  | やさしい気持ち (Jasahí Ikmocsi)                          |  |
| 9.  | Burn My Dread -Last Battle-                              |  |
| 10. | Kimi no Kioku (君の記憶)                                 |  |

### Persona 3 & Persona 4 Sound Selection Vol.1
A Persona 3 & Persona 4 Sound Selection Vol.1 (ペルソナ3&ペルソナ4 サウンドセレクションVol.1; Hepburn: Perusona 3 & Perusona 4 Saundo Serekushon Vol.1) egy válogatásalbum, amelyen a Persona 3, a Persona 3 FES, a Persona 3 Portable és a Persona 4 30 zeneszáma hallható. Az Index Corporation adta ki 2011. február 16-án  a japán iTunes áruházon keresztül.
| 1.  | Burn My Dread                                                                                         | 1:34  |
| 2.  | 全ての人の魂の詩 (Szubete no Hito no Tamasii no Uta)                                                  | 5:36  |
| 3.  | この不思議な感覚 (Kono Fusigi na Kankaku)                                                             | 2:20  |
| 4.  | ペルソナ発動 (Peruszona Hacudó)                                                                       | 0:42  |
| 5.  | シャドウ (Sadou)                                                                                      | 2:42  |
| 6.  | 避けられぬ戦い (Szakerarenu Tatakai)                                                                  | 2:51  |
| 7.  | やすらぎ (Jaszuragi)                                                                                  | 1:30  |
| 8.  | Mistic                                                                                                | 3:13  |
| 9.  | 街の記憶 (Macsi no Kioku)                                                                             | 2:40  |
| 10. | Living With Determination -厳戸台分寮アレンジ- (Living With Determination -Ivatodai Bunrjo Arendzsi-) | 2:30  |
| 11. | Burn My Dread -Last Battle-                                                                           | 3:46  |
| 12. | 絆 (Kizuna)                                                                                           | 1:08  |
| 13. | 私が守るから (Vatashi ga Mamorukara)                                                                  | 0:25  |
| 14. | キミの記憶 (Kimi no Kioku)                                                                            | 5:59  |
| 15. | Opening Act                                                                                           | 1:00  |
| 16. | 3/31                                                                                                  | 2:33  |
| 17. | 時の狭間 (Toki no Hazama)                                                                             | 10:33 |
| 18. | A Way of Life                                                                                         | 2:19  |
| 19. | やさしい気持ち (Jasahí Ikmocsi)                                                                       | 2:07  |
| 20. | New Days                                                                                              | 2:16  |
| 21. | Your Affection                                                                                        | 2:49  |
| 22. | Like a dream come true                                                                                | 2:34  |
| 23. | そこにいるのは誰? (Soko ni Iru no ha Dare?)                                                           | 1:51  |
| 24. | Backside Of The TV                                                                                    | 2:53  |
| 25. | 推理 (Szuiri)                                                                                         | 3:20  |
| 26. | Castle                                                                                                | 2:35  |
| 27. | 狂気の境界線 (Kjóki no Kjókaiszen)                                                                    | 2:17  |
| 28. | Sauna                                                                                                 | 2:01  |
| 29. | 覚醒 (Kakuszei)                                                                                       | 1:22  |
| 30. | Reach Out To The Truth -Inst version-                                                                 | 1:30  |

## Koncertek
A Persona sorozat zenéit két élő koncerten is előadták. Az elsőt, a Persona Music Live: Velvet Room in Akasaka Blitz-et Akaszakában tartották 2008. augusztus 22-én, és a Persona 3, a Persona 3: FES, a Persona 4 és a Persona: Trinity Soul animesorozat zenéit adták elő. A dallista főként a Persona 4 zenéit tartalmazta, amit nem sokkal a koncert előtt adtak ki Japánban. Ennek a koncertnek a felvételét az Aniplex adta ki DVD-n 2009. szeptember 16-án. A második Live in Velvet Room-ot Sindzsukuban, a Wel City Hotelben tartották 2009. szeptember 19-én. Ezen a koncerten a Persona 3, a Persona 4, és a két PlayStation Portable remake: a Shin Megami Tensei: Persona és a Persona 3 Portable zenéit adták elő. Ezt 2010. június 26-án adta ki az Aniplex. Ezen DVD limitált kiadásához mellékeltek egy jegyet a harmadik Live in Velvet Room-ra ami 2010 nyarán lesz megtartva. Mindkét koncerten fellépett Meguro Sódzsi, Lotus Juice, Kitade Nana, Kita Súhei és Hirata Sihoko, míg a másodikon rajtuk kívül még Fudzsita Majumi.
| Persona Music Live Velvet Room in Akasaka Blitz | Persona Music Live Velvet Room in Akasaka Blitz     | Persona Music Live Velvet Room in Akasaka Blitz | Persona Music Live Velvet Room in Akasaka Blitz | Persona Music Live Velvet Room in Akasaka Blitz | Persona Music Live Velvet Room in Akasaka Blitz | Persona Music Live Velvet Room in Akasaka Blitz | Persona Music Live Velvet Room in Akasaka Blitz | Persona Music Live Velvet Room in Akasaka Blitz | Persona Music Live Velvet Room in Akasaka Blitz |
|                                                 | Cím                                                 | Hossz                                           |                                                 |                                                 |                                                 |                                                 |                                                 |                                                 |                                                 |
| ----------------------------------------------- | --------------------------------------------------- | ----------------------------------------------- | ----------------------------------------------- | ----------------------------------------------- | ----------------------------------------------- | ----------------------------------------------- | ----------------------------------------------- | ----------------------------------------------- | ----------------------------------------------- |
| 1.                                              | 全ての人の魂の詩 (Szubete no Hito no Tamasi no Uta) | 3:15                                            |                                                 |                                                 |                                                 |                                                 |                                                 |                                                 |                                                 |
| 2.                                              | Pursuing My True Self                               | 3:12                                            |                                                 |                                                 |                                                 |                                                 |                                                 |                                                 |                                                 |
| 3.                                              | Signs Of Love                                       | 1:35                                            |                                                 |                                                 |                                                 |                                                 |                                                 |                                                 |                                                 |
| 4.                                              | Heatbeat, Heatbreak                                 | 1:04                                            |                                                 |                                                 |                                                 |                                                 |                                                 |                                                 |                                                 |
| 5.                                              | Your Affection                                      | 3:24                                            |                                                 |                                                 |                                                 |                                                 |                                                 |                                                 |                                                 |
| 6.                                              | 避けられぬ戦い (Szakerarenu Tatakai)                | 4:46                                            |                                                 |                                                 |                                                 |                                                 |                                                 |                                                 |                                                 |
| 7.                                              | Burn My Dread                                       | 5:33                                            |                                                 |                                                 |                                                 |                                                 |                                                 |                                                 |                                                 |
| 8.                                              | When The Moon Reaches For the Stars                 | 2:19                                            |                                                 |                                                 |                                                 |                                                 |                                                 |                                                 |                                                 |
| 9.                                              | Want To Be Close                                    | 1:19                                            |                                                 |                                                 |                                                 |                                                 |                                                 |                                                 |                                                 |
| 10.                                             | Mellow Dream                                        | 2:38                                            |                                                 |                                                 |                                                 |                                                 |                                                 |                                                 |                                                 |
| 11.                                             | Reverse the Destiny                                 | 4:17                                            |                                                 |                                                 |                                                 |                                                 |                                                 |                                                 |                                                 |
| 12.                                             | Mass Destruction                                    | 5:05                                            |                                                 |                                                 |                                                 |                                                 |                                                 |                                                 |                                                 |
| 13.                                             | Deep Breath                                         | 5:02                                            |                                                 |                                                 |                                                 |                                                 |                                                 |                                                 |                                                 |
| 14.                                             | Breakin' Through                                    | 5:27                                            |                                                 |                                                 |                                                 |                                                 |                                                 |                                                 |                                                 |
| 15.                                             | Suicide's Love Story                                | 6:45                                            |                                                 |                                                 |                                                 |                                                 |                                                 |                                                 |                                                 |
| 16.                                             | The Almighty                                        | 6:48                                            |                                                 |                                                 |                                                 |                                                 |                                                 |                                                 |                                                 |
| 17.                                             | Never More                                          | 7:10                                            |                                                 |                                                 |                                                 |                                                 |                                                 |                                                 |                                                 |
| 18.                                             | Heartful Cry                                        | 2:36                                            |                                                 |                                                 |                                                 |                                                 |                                                 |                                                 |                                                 |
| 19.                                             | Soul Drive                                          | 4:20                                            |                                                 |                                                 |                                                 |                                                 |                                                 |                                                 |                                                 |
| 20.                                             | Burn My Dread -Last Battle-                         | 5:01                                            |                                                 |                                                 |                                                 |                                                 |                                                 |                                                 |                                                 |
| 21.                                             | Heaven                                              | 4:20                                            |                                                 |                                                 |                                                 |                                                 |                                                 |                                                 |                                                 |
| 22.                                             | Found Me                                            | 4:45                                            |                                                 |                                                 |                                                 |                                                 |                                                 |                                                 |                                                 |
| 23.                                             | Reach Out To The Truth                              | 5:42                                            |                                                 |                                                 |                                                 |                                                 |                                                 |                                                 |                                                 |
| 24.                                             | キミの記憶 (Kimi no Kioku)                          | 6:11                                            |                                                 |                                                 |                                                 |                                                 |                                                 |                                                 |                                                 |
| 102:34                                          |                                                     |                                                 |                                                 |                                                 |                                                 |                                                 |                                                 |                                                 |                                                 |

| Persona Music Live Velvet Room in Akasaka Blitz Limited Edition Bonus CD | Persona Music Live Velvet Room in Akasaka Blitz Limited Edition Bonus CD | Persona Music Live Velvet Room in Akasaka Blitz Limited Edition Bonus CD | Persona Music Live Velvet Room in Akasaka Blitz Limited Edition Bonus CD | Persona Music Live Velvet Room in Akasaka Blitz Limited Edition Bonus CD | Persona Music Live Velvet Room in Akasaka Blitz Limited Edition Bonus CD | Persona Music Live Velvet Room in Akasaka Blitz Limited Edition Bonus CD | Persona Music Live Velvet Room in Akasaka Blitz Limited Edition Bonus CD | Persona Music Live Velvet Room in Akasaka Blitz Limited Edition Bonus CD | Persona Music Live Velvet Room in Akasaka Blitz Limited Edition Bonus CD |
|                                                                          | Cím                                                                      | Hossz                                                                    |                                                                          |                                                                          |                                                                          |                                                                          |                                                                          |                                                                          |                                                                          |
| ------------------------------------------------------------------------ | ------------------------------------------------------------------------ | ------------------------------------------------------------------------ | ------------------------------------------------------------------------ | ------------------------------------------------------------------------ | ------------------------------------------------------------------------ | ------------------------------------------------------------------------ | ------------------------------------------------------------------------ | ------------------------------------------------------------------------ | ------------------------------------------------------------------------ |
| 1.                                                                       | 全ての人の魂の詩 (Szubete no Hito no Tamasi no Uta)                      | 3:20                                                                     |                                                                          |                                                                          |                                                                          |                                                                          |                                                                          |                                                                          |                                                                          |
| 2.                                                                       | Pursuing My True Self                                                    | 1:31                                                                     |                                                                          |                                                                          |                                                                          |                                                                          |                                                                          |                                                                          |                                                                          |
| 3.                                                                       | Burn My Dread                                                            | 4:18                                                                     |                                                                          |                                                                          |                                                                          |                                                                          |                                                                          |                                                                          |                                                                          |
| 4.                                                                       | Mass Destruction                                                         | 3:04                                                                     |                                                                          |                                                                          |                                                                          |                                                                          |                                                                          |                                                                          |                                                                          |
| 12:13                                                                    |                                                                          |                                                                          |                                                                          |                                                                          |                                                                          |                                                                          |                                                                          |                                                                          |                                                                          |

| 1.  | Heartful Cry                       |  |
| 2.  | P3 Fes                             |  |
| 3.  | Dream of Butterfly                 |  |
| 4.  | Want To Be Close                   |  |
| 5.  | When The Moon’s Reaching Out Stars |  |
| 6.  | Pursuing My True Self              |  |
| 7.  | Your Affection                     |  |
| 8.  | Heartbeat, Heartbreak              |  |
| 9.  | Signs Of Love                      |  |
| 10. | The Almighty                       |  |
| 11. | Mass Destruction                   |  |
| 12. | Mass Destruction                   |  |
| 13. | Burn My Dread -Last Battle-        |  |
| 14. | Soul Phrase                        |  |
| 15. | A Way of Life                      |  |
| 16. | Heaven                             |  |
| 17. | Never More                         |  |
| 18. | Found Me                           |  |
| 19. | Voice                              |  |
| 20. | Living with Determination          |  |
| 21. | Burn My Dread                      |  |
| 22. | Breakin’ through                   |  |
| 23. | Wiping All Out                     |  |
| 24. | Reach Out To The Truth             |  |
| 25. | キミの記憶 (Kimi no Kioku)         |  |

| 1. | P3 fes         |  |
| 2. | Soul Phrase    |  |
| 3. | Never More     |  |
| 4. | Wiping All Out |  |

| DVD Persona Music Live 2009 Kjotenten Tokuten CD | DVD Persona Music Live 2009 Kjotenten Tokuten CD | DVD Persona Music Live 2009 Kjotenten Tokuten CD | DVD Persona Music Live 2009 Kjotenten Tokuten CD | DVD Persona Music Live 2009 Kjotenten Tokuten CD | DVD Persona Music Live 2009 Kjotenten Tokuten CD | DVD Persona Music Live 2009 Kjotenten Tokuten CD | DVD Persona Music Live 2009 Kjotenten Tokuten CD | DVD Persona Music Live 2009 Kjotenten Tokuten CD | DVD Persona Music Live 2009 Kjotenten Tokuten CD |
|                                                  | Cím                                              | Hossz                                            |                                                  |                                                  |                                                  |                                                  |                                                  |                                                  |                                                  |
| ------------------------------------------------ | ------------------------------------------------ | ------------------------------------------------ | ------------------------------------------------ | ------------------------------------------------ | ------------------------------------------------ | ------------------------------------------------ | ------------------------------------------------ | ------------------------------------------------ | ------------------------------------------------ |
| 1.                                               | Heartful Cry                                     | 4:47                                             |                                                  |                                                  |                                                  |                                                  |                                                  |                                                  |                                                  |
| 2.                                               | Living With Determination                        | 4:02                                             |                                                  |                                                  |                                                  |                                                  |                                                  |                                                  |                                                  |
| 52:19                                            |                                                  |                                                  |                                                  |                                                  |                                                  |                                                  |                                                  |                                                  |                                                  |

| Persona Music Live Band | Persona Music Live Band                                   | Persona Music Live Band | Persona Music Live Band | Persona Music Live Band | Persona Music Live Band | Persona Music Live Band | Persona Music Live Band | Persona Music Live Band | Persona Music Live Band |
|                         | Cím                                                       | Hossz                   |                         |                         |                         |                         |                         |                         |                         |
| ----------------------- | --------------------------------------------------------- | ----------------------- | ----------------------- | ----------------------- | ----------------------- | ----------------------- | ----------------------- | ----------------------- | ----------------------- |
| 1.                      | 全ての人の魂の戦い (Szubete no Hito no tamasí no Tatakai) | 4:47                    |                         |                         |                         |                         |                         |                         |                         |
| 2.                      | Burn My Dread                                             | 4:02                    |                         |                         |                         |                         |                         |                         |                         |
| 3.                      | Mass Destruction                                          | 3:48                    |                         |                         |                         |                         |                         |                         |                         |
| 4.                      | Soul Phrase                                               | 4:44                    |                         |                         |                         |                         |                         |                         |                         |
| 5.                      | 霧 (Kiri)                                                 | 4:07                    |                         |                         |                         |                         |                         |                         |                         |
| 6.                      | Heaven                                                    | 4:18                    |                         |                         |                         |                         |                         |                         |                         |
| 7.                      | Time                                                      | 2:50                    |                         |                         |                         |                         |                         |                         |                         |
| 8.                      | Soul Drive                                                | 4:25                    |                         |                         |                         |                         |                         |                         |                         |
| 9.                      | Breakin’ Through                                          | 4:07                    |                         |                         |                         |                         |                         |                         |                         |
| 10.                     | Reach Out To The Truth                                    | 4:01                    |                         |                         |                         |                         |                         |                         |                         |
| 11.                     | キミの記憶 (Kimi no Kioku)                                | 6:35                    |                         |                         |                         |                         |                         |                         |                         |
| 12.                     | 全ての人の魂の宴 (Szubete no Hito no tamasí no Utage)     | 4:35                    |                         |                         |                         |                         |                         |                         |                         |
| 52:19                   |                                                           |                         |                         |                         |                         |                         |                         |                         |                         |

## Fogadtatás
A Persona 3 Original Soundtrack mérsékelt fogadtatásban részesült; míg némelyik kritikus szerint a dalok nagyon jól illenek a játékba és többségüket élvezet hallgatni, addig mások szerint pedig a „változatosság hiányában szenved” és a Digital Devil Saga zenéihez képest kevésbé lenyűgöző. A Burn My Dread -Reincarnation: Persona 3- is mérsékelt fogadtatásban részesült; míg némelyik kritikus szerint némelyik dal az eredeti változatukhoz képest élvezhtőbbé vált, addig mások szerint a zeneszámok szinte semmit sem változtak. A Persona 3 Fes Original Soundtrack is jó fogadtatásban részesült; némelyik kritikus szerint a dalok jóval „közelebb állnak a Megurótól elvártakhoz” és nagyon élvezetsek, viszont azt is megjegyezték, hogy Kavamura Juminak rossz az angol kiejtése. A Persona 3 Original Soundtrack rosszabb kritikai fogadtatásban részesült, a kritikusok szerint élveztehtő az album, és a Persona 4 zenéire emlékeztetőek a dalok, de szerintük az album nagyon rövid.

## Külső hivatkozások
- A Persona 3 zenéinek hivatalos weboldala (japánul)
- A Persona Music Live Velvet Room in Akasaka Blitz hivatalos weboldala (japánul)